# David Vinckboons

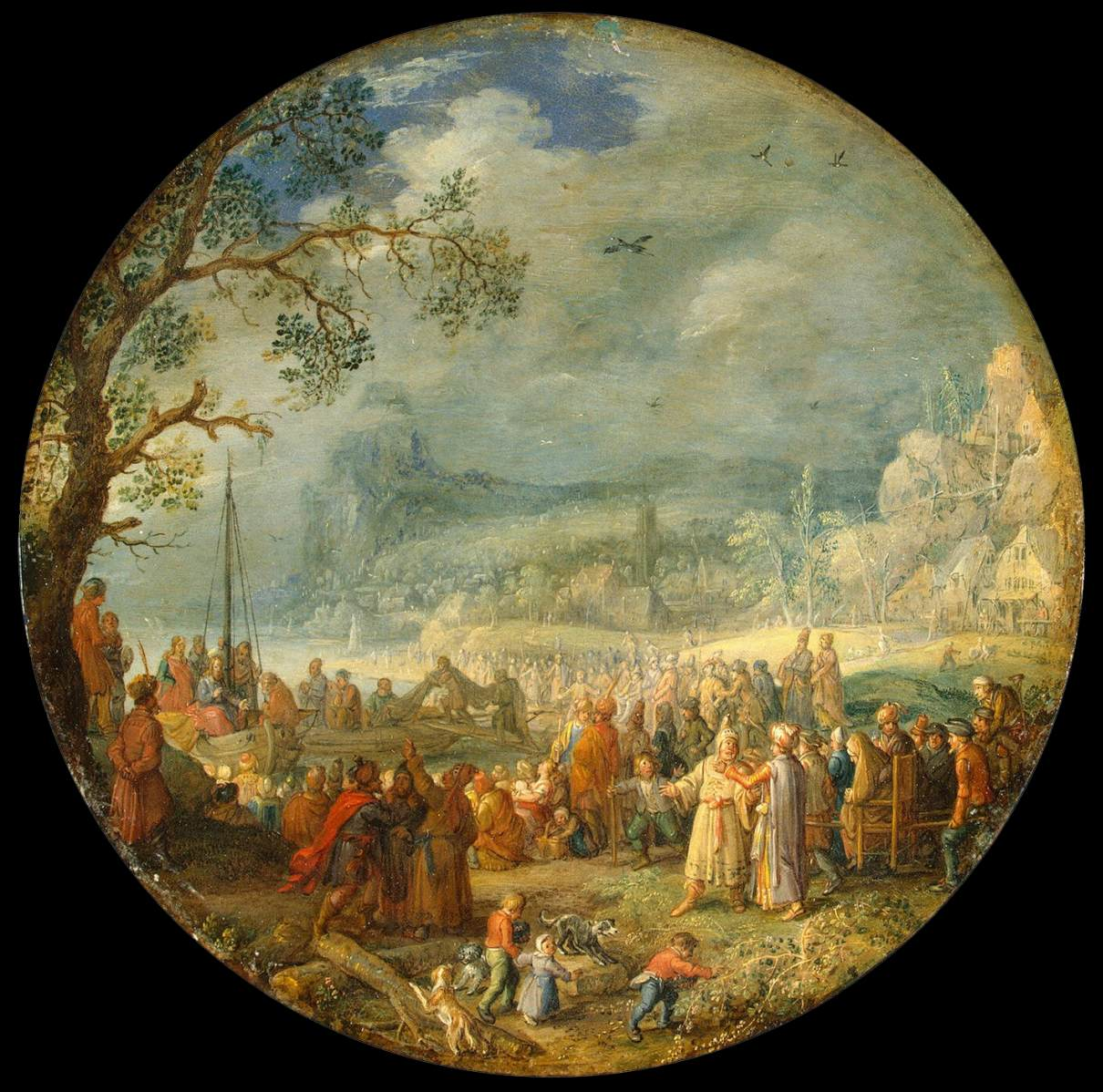
Sermone di Cristo al lago di Genezareth, 1623, Ermitage

David Vinckboons o Vingboons o Vinckeboons o Vingbooms (Mechelen, 13 agosto 1576 – Amsterdam, 1629 o 1633) è stato un pittore, incisore e disegnatore olandese del Secolo d'oro.

## Biografia
Appartenne ad una famiglia di artisti di origine fiamminga. Il padre Philip Vinckeboons (m.1601) era un pittore di acquerelli su tela, arte praticata principalmente nella zona di Mechelen, e fu l'unico insegnante di David.
La famiglia si trasferì ad Anversa intorno al 1585. Probabilmente a causa delle guerre di religione nei Paesi Bassi meridionali, si spostò a Middelburg nel 1586 circa, e infine ad Amsterdam dove il padre Philip divenne un cittadino nel 1591.
Il 2 ottobre 1602 David sposò a Leeuwarden Agnieta van Loon, la figlia di un notaio, da cui ebbe dieci figli: sei maschi e quattro femmine. In seguito acquistò una casa ad Amsterdam in Sint-Antoniesbreestraat, come molti altri artisti e pittori.
Subì l'influenza di Pieter Bruegel il Vecchio e di Gillis van Coninxloo.
Dipinse principalmente paesaggi e scene di genere, rappresentando, assieme a Hans Bol e Roelant Savery, una figura di transizione tra la tradizione manieristica decorativa e fantasiosa e lo stile più naturalistico tipico della pittura olandese del diciassettesimo secolo.
In particolare si specializzò nella pittura di feste di villaggio o paesaggi con giardini ed eleganti figure.
Ebbe parecchi allievi, tra cui Gillis d'Hondecoeter, Claes Jansz Visscher, Willem Helming, Jacob Quina, Jacob van der Weyden e probabilmente Esaias van de Velde.
Dei suoi dieci figli, cinque erano artisti, di cui i più importanti furono Philips Vingboons, architetto rinomato di Amsterdam, dove costruì abitazioni per ricchi mercanti e membri della classe nobile; Johannes Vingboons (1616/17-1670), cartografo e incisore che lavorò all'illustrazione dei due volumi relativi ai disegni architettonici di Philips; Justus Vingboons (1620/21-1698), anch'egli architetto, di cui uno dei lavori più importanti fu la monumentale doppia casa dei fratelli Trip, esempio di classicismo olandese nello stile di Jacob van Campen.
Il primogenito di David, Pieter, ingegnere e soldato, morì a Ceylon di beri-beri.

## Opere
- Gesù guarisce il cieco, su disegno di Gillis d'Hondecoeter, Museo Geelvinck-Hinlopen Huis, 1608
- Elegante compagnia in un giardino ornamentale, olio su tela, 73 x 90,8 cm, 1619
- Festa di villaggio nel giorno di San Giorgio, olio su pannello, 51,7 x 80,7 cm
- Suonatore di cornamusa circondato dai bambini del villaggio, olio su pannello, 43 x 73,5 cm
- Paesaggio con Elisha Mocked, 1610 c.
- La sventura dei contadini,quadro a olio, Amsterdam, Rijksmuseum, 1620 c.
- La vendetta dei contadini, Parigi, Galerie De Jonckheere, 1620 c.